# Deutsche Börse
Deutsche Börse AG est une entreprise allemande spécialisée dans les opérations boursières. Elle gère des marchés boursiers, qu'ils portent sur des actions boursières ou des produits dérivés. Elle offre aussi des services de courtage mobilier et sert d'intermédiaire financier.

## Histoire

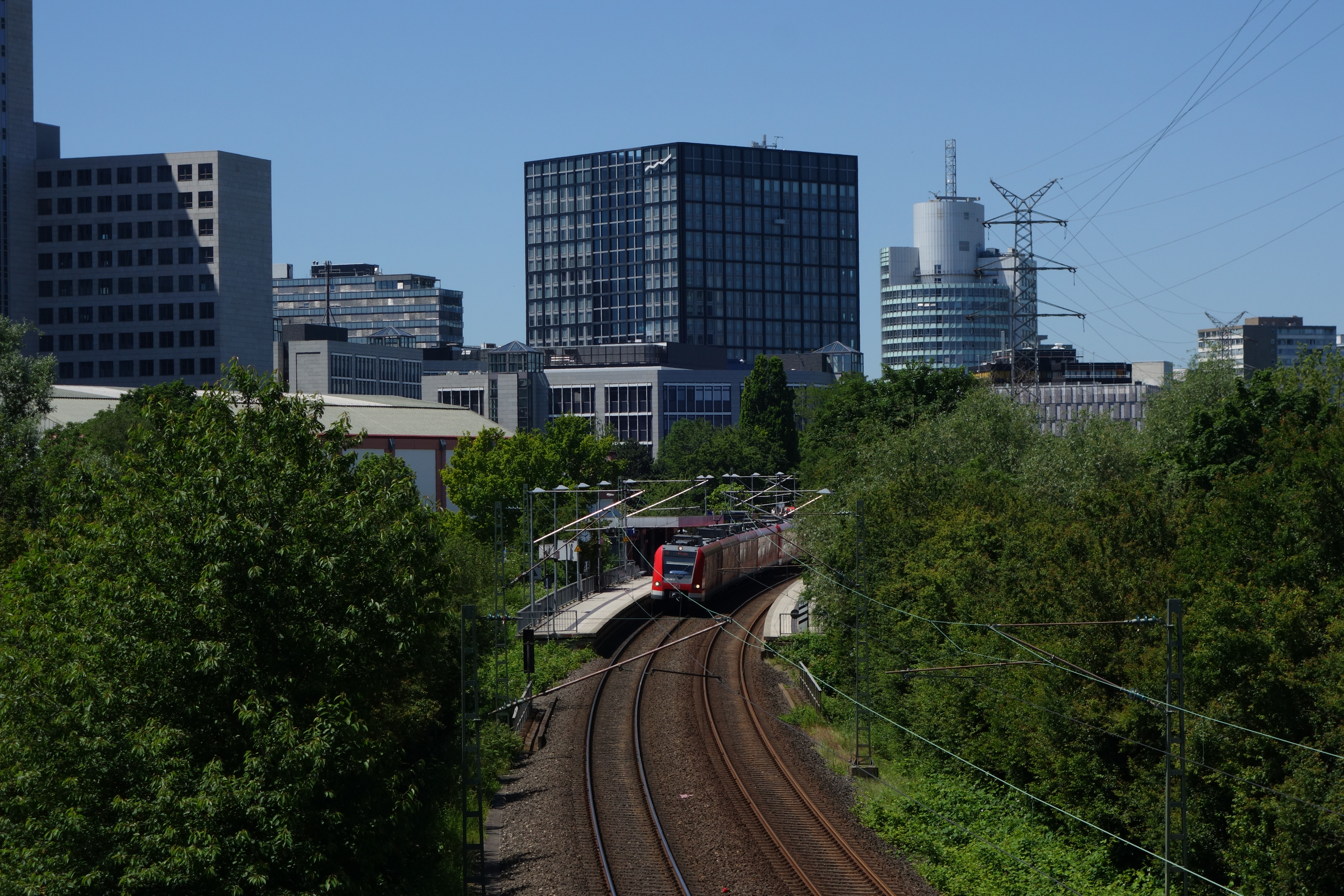
Le nouveau bâtiment de la Deutsche Börse appelé The Cube à Eschborn au-dessus de la station de la S-Bahn Rhin-Main Eschborn Süd

La plupart des bourses allemandes ont connu un essor au milieu du XIXe siècle avec les émissions d'emprunts d'Etat puis ont été durablement pénalisées par le Krach du 13 mai 1927 à la Bourse de Berlin, qui a vu l'indice boursier Office statistique du Reich (de) chuter de 31,9 % en une journée (de 204 points à 139 points), deux ans avant le Krach de 1929, après avoir progressé de 182,8 % en 16 mois. La Grande Dépression a ensuite causé une forte baisse à la fin des années 1920.
En 2001 et 2004, la Deutsche Börse a tenté de prendre une importante participation dans la Bourse de Londres, ce qui aurait créé une entité regroupant deux grandes bourses d'Europe. Il n'y a jamais eu d'entente conclue.
Depuis juillet 2010, la plupart des collaborateurs travaillent à Eschborn, dans le nouveau bâtiment The Cube.
Le 17 février 2011, Deutsche Börse AG et NYSE Euronext, opérateur des bourses de New York, Paris, Amsterdam, Bruxelles et Lisbonne, annoncent leur volonté de fusionner (60 % détenus par la société allemande, 40 % pour la société pan-atlantique) pour devenir la première société de Bourse mondiale.
Cette opération est soumise à des autorisations réglementaires des Etats. Les sièges devraient se trouver à Francfort et à New York. Cependant, le 1er février 2012, la commission européenne bloque la fusion, estimant que le pouvoir de marché de cette société serait anticoncurrentiel.
En 2015, Deutsche Börse acquiert la participation de 49,9 % dans STOXX de SIX Swiss Exchange pour 697 millions de dollars.
En juillet 2015, Deutsche Börse acquiert 360T, une entreprise possédant une plateforme de trading consacrée au Forex, pour 725 millions d'euros.
En février 2016, Deutsche Börse et le LSEG annoncent leur intention de fusionner. En mars 2016, le Nasdaq annonce l'acquisition de International Securities Exchange (ISE), opérateur américain spécialisé dans les options, à Deutsche Börse pour 1,1 milliard de dollars, dans le contexte de fusion entre London Stock Exchange et Deutsche Börse. En février 2017, LSE annonce revenir sur sa fusion avec Deutsche Börse, en refusant les demandes de ventes d'actifs en Italie réclamées par la commission européenne pour préserver la concurrence. À la suite de cela, les autorités de la concurrence de la commission européenne s'opposent à la fusion.
En avril 2019, Deutsche Börse annonce l'acquisition d'une participation de 78 % dans Axioma, une entreprise de conception de logiciel financier, pour 850 millions d'euros.
En novembre 2020, Deutsche Börse annonce l'acquisition d'une participation de 80 % dans Institutional Shareholder Services pour 1,8 milliard d'euros.
Le 31 mars 2022, Deutsche Börse acquiert 100% de l’un des leader européen de gestion de données de fonds d’investissements, Kneip Communication SA dont le siège se trouve à Bertrange, Luxembourg.

## Activité
- Négociation : exécution et gestion d'opérations sur les produits dérivés, actions, obligations, warrants.
- Compensation, de règlement-livraison et de conservation de titres.
- Diffusion de données de marché, développement et d'implémentation de solutions informatiques.

Elle emploie plus 3 200 personnes en Europe, aux États-Unis et en Asie. Elle possède des filiales en Allemagne, au Luxembourg, en République tchèque, en Suisse et en Espagne. Elle a aussi des représentants à Londres, Paris, Chicago, New York, Hong Kong et Dubaï.
Elle opère au sein de la bourse de Francfort qui en 2009 était la 9e place boursière mondiale en matière de capitalisation.
Clearstream International est une filiale de Deutsche Börse.

## Principaux actionnaires
au 30 janvier 2020;
| Artisan Partners                  | 5,00% |
| Fidelity Management & Research    | 4,66% |
| DWS Investment                    | 3,97% |
| FIL Investment Advisors           | 3,55% |
| Deutsche Börse (auto-contrôle)    | 3,50% |
| Dodge & Cox                       | 3,15% |
| Jupiter Asset Management          | 3,00% |
| The Vanguard Group                | 2,79% |
| Ivy Investment Management         | 2,46% |
| Norges Bank Investment Management | 2,44% |

## Soupçons de pratiques illégales d'arbitrage de dividendes
En 2019, la filiale Clearstream de Deutsche Börse a été perquisitionnée (le 27 août) par la justice allemande dans le cadre d'une enquête sur des clients et employés du groupe. Ils sont soupçonnés d'avoir spolié le Fisc dans le cadre des pratiques de Cum-cum ou de CumEx qui ont permis « le plus gros braquage fiscal de l'histoire », braquage porté à la connaissance du grand public par les journalistes de la cellule internationale d'investigation Correctiv à partir des CumEx Files, une fuite de documents qui en 2021 a permis de calculer que les contribuables du monde entier ont été escroqués de 150 milliards d'euros environ en quelques années,.

Deutsche Börse a affirmé pleinement coopérer avec les enquêteurs.